# 阿尔库维利亚德亚韦利亚内达
41°43′25″N 3°17′19″W / 41.7236891°N 3.2885455°W
阿尔库维利亚德亚韦利亚内达，是西班牙卡斯蒂利亚-莱昂索里亚省的一个市镇。总面积61平方公里，总人口213人（2001年），人口密度3人/平方公里。